# Dolichomitus jiyuanensis
Dolichomitus jiyuanensis là một loài tò vò trong họ Ichneumonidae.